# Kazimierz Kozica
Kazimierz Kozica (ur. 1965, zm. 20 października 2019) – historyk kartografii, znawca map (zwłaszcza dawnych map Rzeczypospolitej i Śląska), pedagog, kustosz. Prezes Towarzystwa Przyjaciół Zamku Królewskiego w Warszawie.

## Życiorys
W roku 1990 ukończył studia geograficzne we Wrocławiu pracą magisterską na temat Rozmieszczenie ludności i gęstość zaludnienia województwa wrocławskiego 1:200 000 [2 mapy] napisaną pod kierunkiem prof. dr. hab. Władysława Pawlaka, po czym rozpoczął pracę dydaktyczną w Zakładzie Kartografii Instytutu Geograficznego na Uniwersytecie Wrocławskim, początkowo jako asystent, następnie jako adiunkt.
W 1998 obronił tam pracę doktorską Występowanie stawów milickich i zmiany ich linii brzegowej na dawnych i współczesnych mapach wielkoskalowych.
Od 1999 do 2009 związany zawodowo z polskim kolekcjonerem, zamieszkałym w Bitburgu dr. Tomaszem Niewodniczańskim, którego zbiory opisał, skatalogował i pomógł organizować wystawy. Część zbiorów kartograficznych Niewodniczańskiego, obejmującą największą kolekcję dawnych map Rzeczypospolitej, zdeponowano w Muzeum Zamku Królewskiego w Warszawie, a dr Kazimierz Kozica w 2009 został ich kustoszem.
Jako organizator wystaw map historycznych był także autorem wydawanych z ich okazji katalogów (Imago Poloniae, Berlin, Warszawa 2002, Kraków, Wrocław 2003, Darmstadt 2004; Imago Lithuaniae, Wilno 2002; Dantiscum Emporium, Gdańsk 2004, Emden 2005; Magna Regio, Luksemburg 2007, Trier 2009; Imago Ukrainae, Kijów; Silesia et Wratislavia – mapa Śląska Martina Helwiga w kartografii śląskiej (1561–1889), Wrocław 2014; Europa, Polska, Warszawa na przestrzeni wieków w geodezji i kartografii, Warszawa 2015, Piękne i rzadkie – najsłynniejsze mapy I Rzeczypospolitej z kolekcji dr. Tomasza Niewodniczańskiego, Warszawa 2018). Był również współautorem wystaw w Muzeum Geodezyjnym WPG – „100 globusów na 100-lecie Polskiego Towarzystwa Geograficznego” oraz „Europa, Polska, Warszawa na przestrzeni wieków w geodezji i kartografii”.